# Xã Winger, Quận Polk, Minnesota
Xã Winger (tiếng Anh: Winger Township) là một xã thuộc quận Polk, tiểu bang Minnesota, Hoa Kỳ. Năm 2010, dân số của xã này là 206 người.